# San Francisco (Petén)
San Francisco (en honor a San Francisco de Asís) es un municipio del departamento de Petén en la República de Guatemala. Colinda al norte con los municipios de San Benito y Flores, al sur con Sayaxché, al este con Santa Ana y al oeste con La Libertad. Se eleva a 220 metros sobre el nivel del mar.

## Toponimia
Cuando fue fundado en 1828, el municipio llevaba el nombre de «Chachaclúm», el que se deriva de las palabras itzá «Chachak» (español: «rojo» o «encarnado») y de «lu'um» (que significa «lodo», «barro» o «tierra»), que forman el significado de «tierra colorada» o «lodo colorado». A solicitud de la población, el 7 de octubre de 1927 se cambió el nombre al municipio por el de «San Francisco», en honor de San Francisco de Asís.

## División política
El municipio está dividido de la siguiente forma:
| Categoría | Listado |
| --------- | --- |
| Barrios   | Centro 1, Centro 2, Paraíso, Las Flores, El Porvenir, San Rafael, Concordia y La Paz                                                              |
| Aldeas    | San Juan de Dios |
| Caseríos  | Santa Cruz, Zapotal, San José Pinares, Eben Ezer, Nuevo San Francisco, San Valentín, Santa Teresa, San Martín, Nueva Guatemala y Nueva Concepción |

## Geografía física
Este municipio se encuentra localizado casi al centro del departamento de Petén y es el segundo municipio de menor tamaño; El BM (monumento de Elevación) del Instituto Geográfico Nacional en el parque frente a la iglesia está a 230 metros sobre el nivel del mar.

### Ubicación geográfica
San Francisco está rodeado por municipios del departamento de Petén:
- Norte: Ciudad de Santa Elena de la Cruz, San Benito y Flores
- Este: Santa Ana
- Sur: Sayaxché
- Oeste: La Libertad

|                    | Norte: Ciudad de Santa Elena de la Cruz, San Benito y Flores |                 |
| Oeste: La Libertad |                                                              | Este: Santa Ana |
|                    | Sur: Sayaxché                                                |                 |

## Gobierno municipal
Los municipios se encuentran regulados en diversas leyes de la República, que establecen su forma de organización, lo relativo a la conformación de sus órganos administrativos y los tributos destinados para los mismos.  Aunque se trata de entidades autónomas, se encuentran sujetos a la legislación nacional y las principales leyes que los rigen desde 1985 son:
| N.º | Ley                                                | Descripción |
| --- | -------------------------------------------------- | --- |
| 1   | Constitución Política de la República de Guatemala | Tiene una regulación legal específica para los municipios en los artículos 253 al 262. |
| 2   | Ley Electoral y de Partidos Políticos              | Ley de carácter constitucional aplicable a los municipios en el tema de la conformación de sus autoridades electas. |
| 3   | Código Municipal                                   | Decreto 12-2002 del Congreso de la República de Guatemala. Tiene la categoría de ley ordinaria y contiene preceptos generales aplicables a todos los municipios, e inclusive contiene legislación referente a la creación de los municipios.             |
| 4   | Ley de Servicio Municipal                          | Decreto 1-87 del Congreso de la República de Guatemala. Regula las relaciones entra la municipalidad y los servidores públicos en materia laboral. Tiene su base constitucional en el artículo 262 de la constitución que ordena la emisión de la misma. |
| 5   | Ley General de Descentralización                   | Decreto 14-2002 del Congreso de la República de Guatemala. Regula el deber constitucional del Estado, y por ende del municipio, de promover y aplicar la descentralización y desconcentración económica y administrativa.                                |

El gobierno de los municipios está a cargo de un Concejo Municipal mientras que el código municipal —ley ordinaria que contiene disposiciones que se aplican a todos los municipios— establece que «el concejo municipal es el órgano colegiado superior de deliberación y de decisión de los asuntos municipales […] y tiene su sede en la circunscripción de la cabecera municipal»; el artículo 33 del mencionado código establece que «[le] corresponde con exclusividad al concejo municipal el ejercicio del gobierno del municipio».
El concejo municipal se integra con el alcalde, los síndicos y concejales, electos directamente por sufragio universal y secreto para un período de cuatro años, pudiendo ser reelectos.
Existen también las Alcaldías Auxiliares, los Comités Comunitarios de Desarrollo (COCODE), el Comité Municipal del Desarrollo (COMUDE), las asociaciones culturales y las comisiones de trabajo. Los alcaldes auxiliares son elegidos por las comunidades de acuerdo a sus principios y tradiciones, y se reúnen con el alcalde municipal el primer domingo de cada mes, mientras que los Comités Comunitarios de Desarrollo y el Comité Municipal de Desarrollo organizan y facilitan la participación de las comunidades priorizando necesidades y problemas.
Los alcaldes que ha habido en el municipio han sido:
| Año       | Nombre                        | Obras |
| --------- | ----------------------------- | --- |
| 1918      | Apolinario Chí                | Trazó las calles y avenidas de la cabecera municipal geométricamente, a cordel; aun contra la oposición de muchos, derribó casas, cercas y árboles que estaban mal situados, para enderezar las calles y darle mejor aspecto a la población. |
| 2012      | Encarnación Jolá Tut          | Falleció en 2012 cuando acababa de ser electo para el cargo. |
| 2012-2014 | Guadalupe Castellanos Ochaeta | Fue el sustituto de Jolá Tut, pero murió asesinado el 17 de julio de 2014. |
| 2014-2016 | José Luis Pérez Lara          | Tomó posesión tras el asesinato de Castellanos Ochaeta |

## Historia

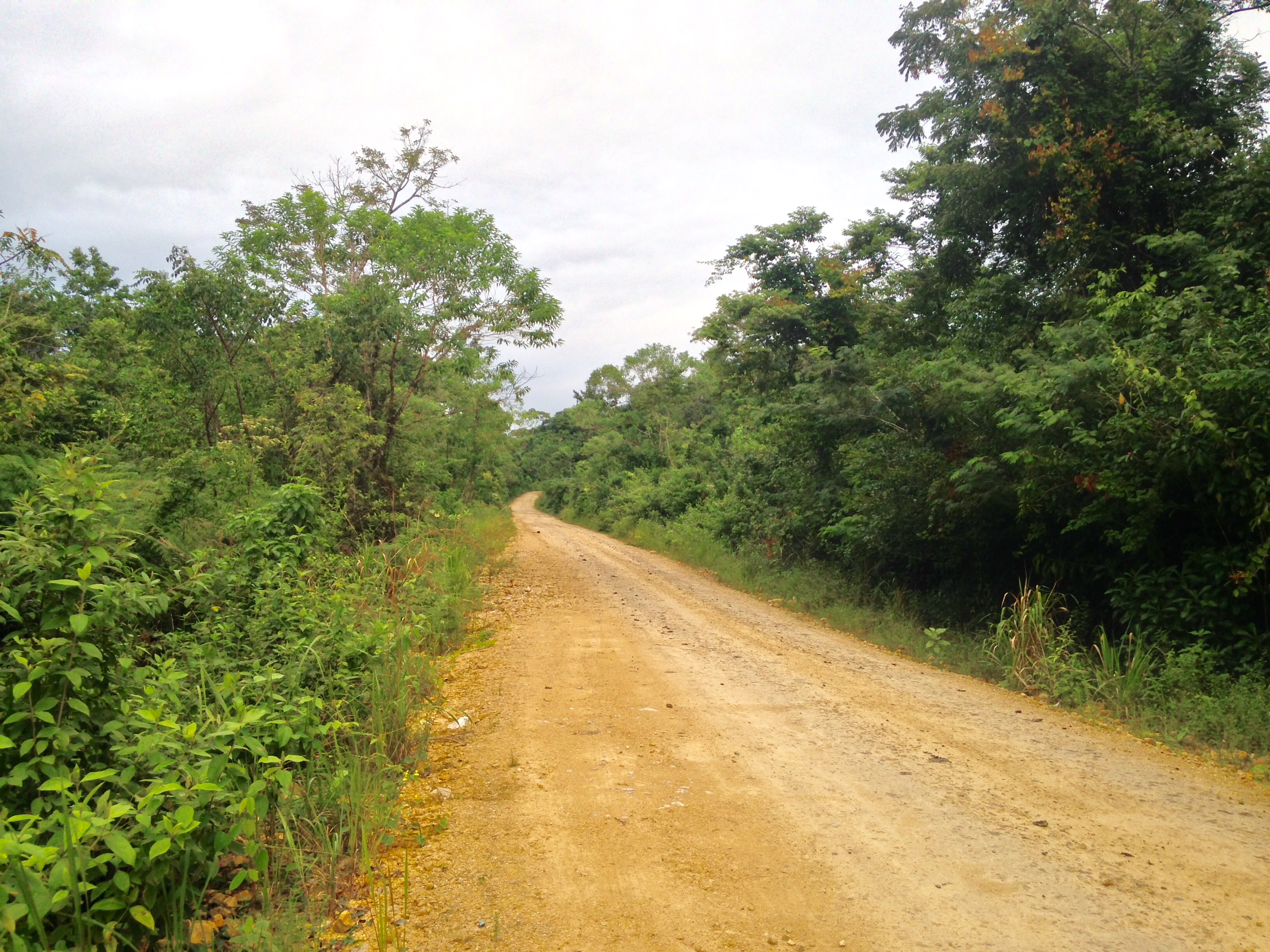
Camino rural en San Francisco, 2015

### Tras la Independencia de Centroamérica
El poblado fue fundado en 1828 por el Gobierno de la República Federal de Centro América con el nombre de «Chachaclúm»; por ese entonces, el poblado que es ahora la cabecera municipal era una próspera hacienda de ganado vacuno y caballar, conjuntamente con Sacluk.
El 30 de mayo de 1931 el gobierno del general Jorge Ubico acordó anexarle el municipio de San Juan de Dios, debido a que este último carecía de los recursos económicos suficientes para su supervivencia, además de que parte de su población había emigrado hacia Belice, como consecuencia del reclutamiento militar forzoso en esa época.
En 1936 el municipio contaba con un campo de aviación, marcado oficialmente con el número 19, suficientemente amplio para que aterrizara una flota de aviones; en dicho aeródromo aterrizó dos veces el piloto coronel Jacinto Rodríguez Díaz, en su avión «Centro América».

## Aspectos Culturales

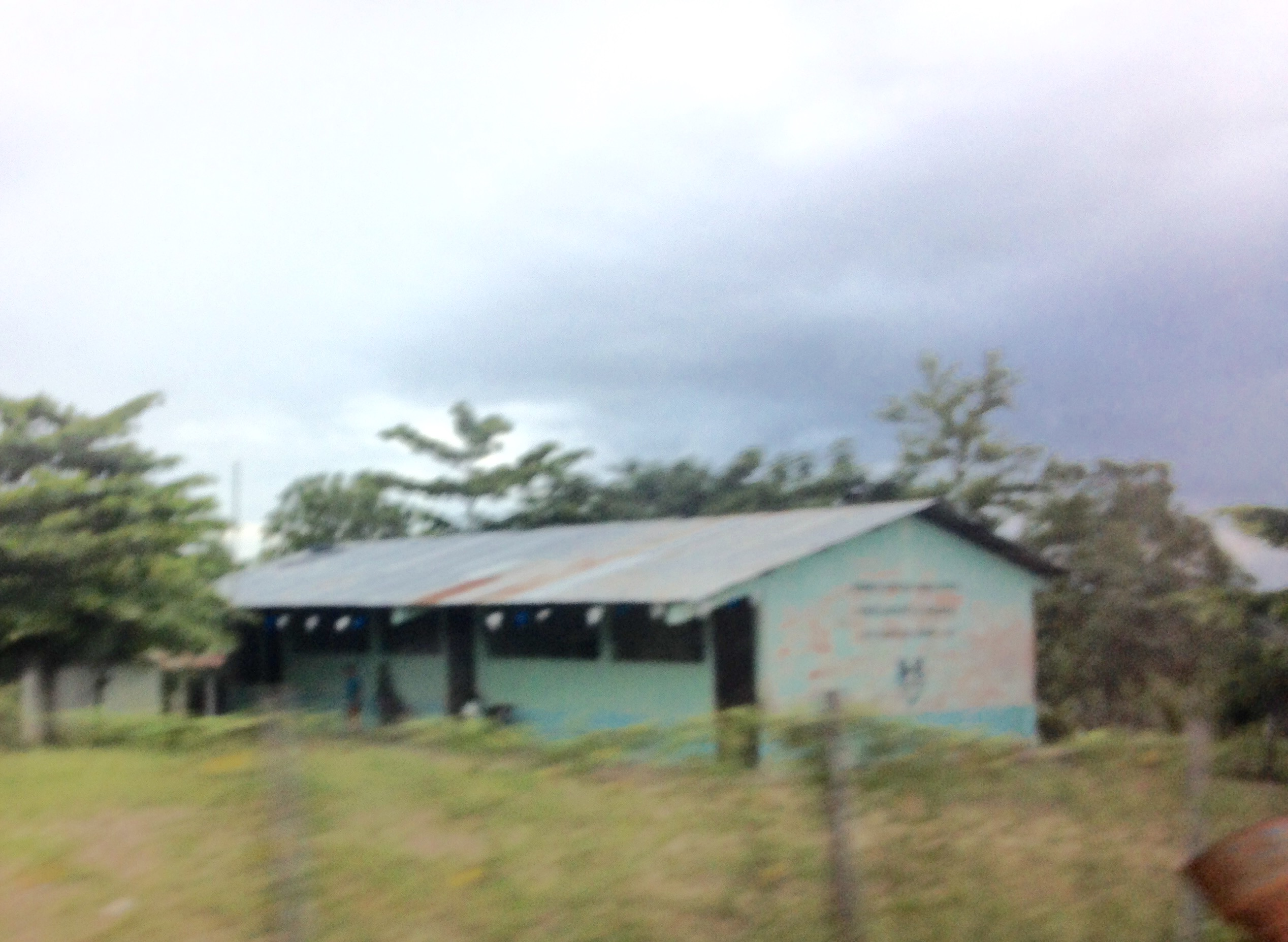
Escuela rural en San Francisco, 2015

El municipio de San Francisco es conocido en el resto del departamento por ser uno de los lugares donde mejor se conservan las tradiciones peteneras, entre ellas:  las mesitas, en donde se vende gran cantidad de dulces y conservas típicas de la región petenera; ésta atrae a gran cantidad de personas al municipio los días 7 y 8 de diciembre de cada año. Otras fiestas son las enhiladeras de flores, el paseo de las calaveras mientras se pide ixpashá en el día de difuntos, el baile de la chatona y el caballito.
Su feria patronal se lleva a cabo del 26 de septiembre al 4 de octubre.
Entre sus fiestas religiosas se encuentran: 
- La Fiesta del Santo Patrono (San Francisco de Asís)
- Semana Santa
- Las Posadas
- Novenario a la Virgen
- Día de los Difuntos
- Fiestas navideñas que incluyen la hecha de nacimientos y llevada de niños.